# Tower 115
Tower 115 je výšková budova v Bratislavě v Pribinově ulici, která v minulosti nesla názvy Presscentrum a Pressburgcentrum.
Celková výška budovy však není 115 metrů, jak říká nový název, ale 104 metry. Výška 115 metrů je výška po vrchol vysílače umístěného na střeše budovy. Proto je neprávem považována za nejvyšší budovu v Bratislavě, ve skutečnosti je nejvyšší budovou v Bratislavě Národní banka Slovenska s výškou 111,6 metrů.
Kromě dalších nájemníků zde sídlí také Ministerstvo investic, regionálního rozvoje a informatizace Slovenské republiky.

## Poloha
Budova se nachází v městské části Ružinov v blízkosti nového mostu Apollo v Pribinově ulici. V budoucnosti se má stát součástí nového městského centra; v okolí se počítá s dalšími výškovými budovami porovnatelné výšky. 

## Rekonstrukce
Od roku 2005 probíhá rozsáhlá rekonstrukce a modernizace budovy; změnil se i její vnější vzhled.

## Požár
Brzy ráno 14. července 2006 v budově vypukl požár. Na tísňovou linku bylo v 6:40 nahlášeno, že hoří střecha budovy, hasiči však po obhlídce zjistili, že plameny pohltily suterén a první nadzemní podlaží.